# Mulan (personaje de Disney)
Fa Mulán es la protagonista de la película de animación de Disney Mulán (1998). Su voz es interpretada por la actriz Ming-Na Wen y la cantante Lea Salonga. Creada por el autor Robert D. San Souci, Mulán se basa en la legendaria guerrera china Hua Mulán del poema La Balada de Mulán. Su nombre "Fa Mulán" se inspira en el nombre chino Yue del personaje, que se pronuncia Fa Muklan. Hija única de un veterano de guerra, Mulán hace caso omiso de la tradición y la ley y se disfraza de hombre para alistarse en el ejército en lugar de su débil padre.
Disney había concebido originalmente a Mulán como una joven china oprimida que acaba fugándose a Europa para estar con un príncipe británico. Sin embargo, el director Tony Bancroft, que se inspiró en el bienestar de sus propias hijas, quería que Mulán fuera un tipo diferente y único de heroína Disney, fuerte e independiente, cuyo destino no dependiera de un personaje masculino. Así, la relación entre Mulán y el capitán Li Shang quedó relegada a una subtrama menor, mientras que la valentía y la fuerza de Mulán se enfatizaron para garantizar que siguiera siendo la heroína de su propia historia. Mulán se convirtió en uno de los personajes de la franquicia Princesas Disney, la cual incluye a varias heroínas de películas animadas de Walt Disney Pictures. El animador supervisor de Mulán fue Mark Henn, que diseñó deliberadamente el personaje para que pareciera menos femenino que sus predecesoras.
La recepción de la personalidad de Mulán ha sido positiva en general y los críticos han alabado su valentía y heroísmo. Sin embargo, su relación romántica con Shang ha sido acusada de comprometer el heroísmo de Mulán.Tanto Wen como Salonga han sido galardonadas con el premio Leyendas Disney por su contribución al papel. Liu Yifei interpretó la versión de acción real del personaje en la adaptación de acción real de 2020 de la película original de 1998, donde es llamada Hua Mulán al igual que el personaje del poema en el que se basa.

## Desarrollo

### Concepción y redacción
Mulán se concibió originalmente como un cortometraje de animación en 1994, en el que una desdichada muchacha china se fuga a Occidente para estar con un príncipe británico. Mientras desarrollaba una serie de tratamientos basados en historias tradicionales y cuentos populares, el autor de libros infantiles Robert D. San Souci descubrió La Balada de Mulán, un antiguo poema chino sobre Hua Mulán, una mujer china que sustituye a su padre enfermo en el ejército disfrazándose de hombre. Fascinado por la historia de Hua Mulán, San Souci sugirió el poema a Disney; el estudio contrató al propio San Souci para que escribiera el tratamiento y la historia de la película.
Mulán explora el viejo tema de la fidelidad a uno mismo, y el codirector Tony Bancroft resume el papel del personaje en la película como "la historia de una chica que no puede evitar ser quien es, pero que vive en una sociedad diferente que le dice quién se supone que debe ser". Dado que La Balada de Mulán es una historia tan querida y conocida, San Souci deseaba mantener la integridad del personaje. Sin embargo, se tomaron ciertas libertades creativas con respecto al papel de Mulán, como el hecho de que el personaje no pidiera permiso a sus padres antes de alistarse en el ejército o que el apellido de Mulán se tradujera al chino Yue (cantonés) "Fa", para respetar el poema escrito originalmente en ese idioma. Por último, la verdadera identidad de Mulán se descubre mucho antes en la película, poco después del encuentro inicial del ejército con el enemigo, mientras que sus compañeros lo ignoran durante los 12 años de guerra, hasta que Mulán regresa a casa.
A diferencia de las películas de animación tradicionales de Disney, el desarrollo de la relación romántica entre Mulán y Li Shang se trata más como una subtrama que como una trama central tradicional, como observó el crítico cinematográfico Andy Klein, de Animation World Network. Klein comenta: "Mulán no está esperando a que algún día llegue su príncipe; cuando llega, tras haberla conocido principalmente como hombre y haber aprendido a admirarla por sus cualidades más profundas, el romance es apagado y sutil". A lo largo de la película trabajan constantemente para ayudarse mutuamente a convertirse en versiones mejores y más verdaderas de sí mismos para alcanzar su verdadero potencial.

### Voz

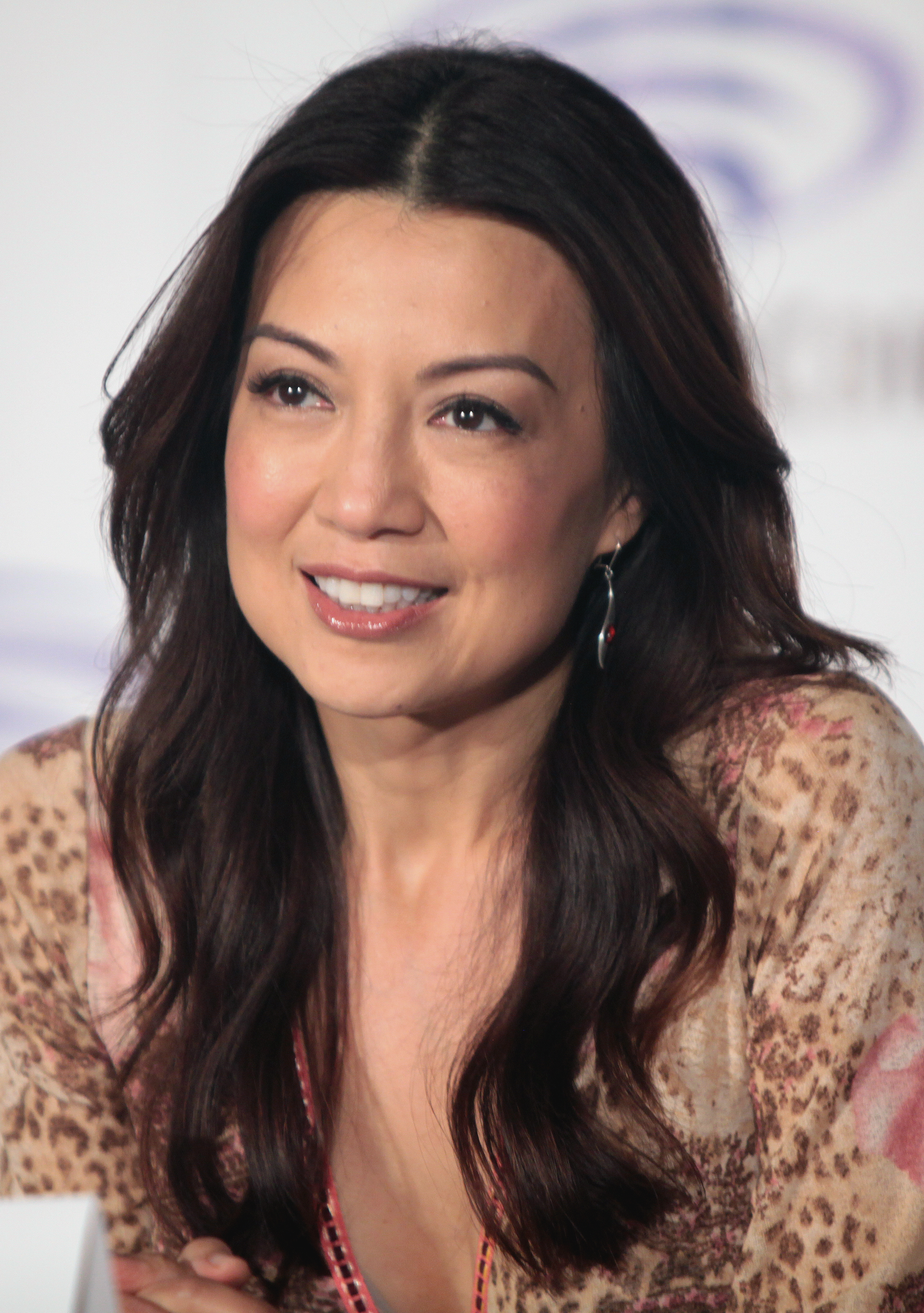
La actriz Ming-Na Wen puso voz a Mulán en ambas películas de animación.

La voz de Mulán la pone la actriz Ming-Na Wen. Dado que el personaje "representa los valores tradicionales chinos" y es descrito como "dramático... cercano a su padre, muy respetuoso", Bancroft creía que Wen poseía la voz "perfecta" para Mulán, que además describió como "muy china". Nacida y criada en Macao (China), Wen estaba muy familiarizada con la leyenda de Hua Mulán y La Balada de Mulán en el momento de su audición para el papel, ya que su madre le leía el poema de pequeña. Wen explicó: "Creo que todos los niños chinos crecen con esta historia" y comparó la popularidad del poema en China con la de la fábula occidental Parson Weems, en la que el presidente estadounidense George Washington tala el querido cerezo de su padre.
Mulán fue el primer papel de Wen como actriz de doblaje. En una entrevista con IGN, la actriz se explayó sobre el proceso de grabación, en concreto sobre el hecho de que tuviera que grabar la mayor parte del diálogo del personaje de forma aislada: “Me gustó tanto la historia y me identifiqué tanto con el personaje de Mulán que me resultó fácil. Me encantó usar mi imaginación. Me sentí como si fuera una niña otra vez, haciendo el tonto con una espada imaginaria, montando un caballo imaginario y hablando con un dragón imaginario. Así que me lo pasé muy bien”. A pesar de que, a lo largo de la película, Mulán comparte múltiples escenas con su guardián, un dragón chino en miniatura llamado Mushu al que pone voz el actor y cómico estadounidense Eddie Murphy, Wen y su coprotagonista nunca llegaron a encontrarse mientras trabajaban en Mulán debido a que grabaron sus respectivos diálogos en momentos y lugares distintos.
Al ser elegida para poner la voz de Mulán, Disney informó inmediatamente a Wen de que no pondría la voz cantante al personaje. La actriz no se ofendió por esta decisión y comentó en broma: "No les culpo". Los directores contrataron a la cantante y actriz filipina Lea Salonga para que doblara la voz cantante del personaje, que se escucha en las canciones de la película "Reflejo", "Hombres de Acción" y "Mi Chica es la Razón", en nombre de Wen. Según Thomas S. Hischak, autor del libro Disney Voice Actors: A Biographical Dictionary, Salonga fue elegida originalmente para interpretar las voces de Mulán, tanto para hablar como para cantar. Sin embargo, los directores consideraron poco convincente su intento de imitar a un hombre en la piel de "Ping", el alter ego masculino de Mulán y acabaron sustituyendo a Salonga por Wen. Seis años antes de Mulán, Salonga puso voz a la princesa Jazmín en Aladdin (1992), de Disney, por encargo de la actriz estadounidense Linda Larkin. Durante la audición para Mulán, Salonga preguntó bromeando: "¿Por qué tengo que hacer una audición? ... Ya era una princesa antes. ¿No era suficiente?"

### Caracterización y diseño
El guion de la película se revisaba y reescribía constantemente. Naturalmente, también lo fue la caracterización y el papel de Mulán en la película. Los guionistas querían que Mulán representara un "tipo diferente de heroína Disney", descrita específicamente como una que "no necesitara una tiara, pero que siguiera siendo igual de agraciada, fuerte y valiente" Entre los dos, Bancroft y su hermano gemelo Tom, un animador que también trabajó en Mulán, tienen un total de siete hijas. Esto inspiró a los cineastas a retratar a Mulán como una heroína única que "no es otra damisela en apuros", sino que se asemeja a "un personaje femenino fuerte de Disney que sería realmente la heroína de su propia historia", en lugar de "un modelo femenino a seguir". Las características de fuerza y valentía eran imprescindibles para Mulán". En una entrevista con The Christian Post, Bancroft explicó que, como director de la película, siguió teniendo en cuenta el bienestar de sus dos hijas pequeñas mientras trabajaba en Mulán, ya que "quería hacer una heroína única que no se hubiera visto antes" y proporcionarles "alguien que fuera fuerte por sí misma, sin un príncipe que la salvara". En cuanto a la forma en que Mulán difiere de las heroínas y princesas Disney tradicionales, Bancroft explicó: "La mayoría de las heroínas Disney tienen una fuente externa que llega y les ayuda a cambiar. Mulán se mantiene constante. Desde el primer fotograma hasta el final de la película, su personalidad y su empuje siguen siendo los mismos".

Cuando la dibujamos, tuvimos la oportunidad de ajustar un poco su diseño para que cuando estuviera disfrazada de Ping, como soldado, fuera físicamente un poco diferente en la forma en que la dibujamos que cuando era ella misma como Mulán... Eso fue algo que aprovechamos. Eso fue algo que aprovechamos. Así que, ciertamente, fue un reto disfrazarla de chico mientras que ella sigue siendo una chica que no entiende en qué consiste ser un chico o cómo se mueven y actúan los chicos, y eso es parte de cómo aprende... eso fue parte de la diversión y el reto de hacer Mulan. Esencialmente tienes dos personajes con los que jugar.
 
 — Henn, sobre la animación de Mulan como "Ping" 

Desde el punto de vista visual, los animadores se vieron influemcoados tanto por el arte tradicional chino como por el japonés. En el caso concreto de Mulán, "las líneas sencillas de los personajes... recuerdan a la pintura clásica asiática". El artista chino Chen Yi fue mentor de los animadores, "ayudándoles a idear estos diseños". Mark Henn fue el director de animación de Mulán. Animar al personaje en su disfraz masculino de "Ping" supuso un reto sin precedentes para Henn. Para resolver este singular dilema, Henn tuvo "la oportunidad de ajustar un poco su diseño para que cuando estuviera disfrazada de Ping, como soldado, fuera físicamente un poco diferente en la forma en que la dibujamos que cuando era ella misma como Mulán". Físicamente, Mulán también se diseñó para parecer menos femenina que las heroínas de animación tradicionales de Disney precedentes, concretamente Pocahontas de Pocahontas (1995) y Esmeralda de El Jorobado de Notre Dame (1996), porque "no se puede pasar por un hombre del ejército con una figura estilo Barbie".
Henn reveló que se sintió atraído por "la historia de Mulán porque era tan única y atractiva que me cautivó desde el principio". Animar las distintas emociones de los personajes utilizando el estilo tradicional chino resultó ser todo un reto para Henn. El animador explicó: "No creamos realismo en el sentido de que si estás haciendo un personaje humano, no va a parecer realista... el equilibrio es encontrar una forma atractiva de dibujar utilizando las herramientas visuales que tienes en el diseño para transmitir las emociones creíbles que quieres transmitir". Además de Mulán, Henn también se encargó de animar a Fa Zhou, el anciano padre de Mulán. Describió la compleja relación entre los dos personajes como "el corazón emocional de la historia". Henn, padre de una hija, se inspiró en sus propias emociones y en experiencias personales pasadas para animar varias escenas íntimas compartidas por los dos personajes.
Varios críticos de cine han descrito a Mulán como una marimacho. Andy Patrizio, de IGN, observó: "En esta versión ligeramente modernizada de la historia, Mulán es algo así como una rebelde y una marimacho. No le interesa ser una buena esposa servil, a pesar de los suspirantes deseos de sus padres". Jo Johnson, en su contribución al libro Queers in American Popular Culture Volume 1: Film and Television, escribió que “a diferencia de otras heroínas de Disney, Mulán se codifica inmediatamente como marimacho”, observando la forma en que el personaje habla con la boca llena. Johnson también observó varias diferencias entre el diseño y la personalidad de Mulán y los de las heroínas y princesas tradicionales de Disney, citando el comportamiento torpe y torpe del personaje, sus hombros anchos y extremidades musculosas, su cabello rebelde de un solo mechón y su atuendo cotidiano, que suele consistir en ropa holgada que oculta su "cintura tradicionalmente delgada de Disney". "Además, la inteligencia de Mulán ha sido observada en varios análisis profesionales, en los que los críticos citan a menudo al personaje como "cerebrito".

## Apariciones

### Películas

#### Mulán
Los hunos, liderados por Shan Yu, invaden China abriendo una brecha en la Gran Muralla. El emperador chino ordena que el ejército proteja a sus ciudadanos por encima de sí mismo, la movilización general, emitiendo una conscripción que un hombre de cada familia para unirse al ejército chino. Después de que el encuentro de Mulán con la casamentera salga terriblemente mal, Chi Fu llega a su casa para alistar a su padre. Aunque ella protesta sabiendo que su veterano padre no puede sobrevivir a otra guerra, Mulán es silenciada tanto por Chi Fu como por su padre. Esa noche, Mulán coge la vieja armadura de su padre y se disfraza de un niño llamado Ping, alistándose en el ejército en su nombre. Al enterarse de la partida de Mulán, los ancestros ordenan al pequeño dragón Mushu, un antiguo guardián caído en desgracia, que despierte al "gran dragón de piedra" para que pueda recuperar a Mulán, pero Mushu destruye la estatua. Mushu decide unirse a Mulán en el ejército y ayudar a entrenarla con la esperanza de que los ancestros le coronen de nuevo guardián.
Al presentarse en el campo de entrenamiento, Mulán es capaz de pasar por un hombre, aunque sus habilidades militares son inicialmente escasas. Mushu orienta torpemente a Mulán sobre cómo comportarse como un hombre. Bajo el mando del capitán Li Shang, ella y sus compañeros Yao, Ling y Chien-Po se convierten poco a poco en guerreros entrenados. Deseoso de ver triunfar a Mulán, Mushu crea una orden falsa del padre de Shang, el general Li, ordenando a Shang que siga al ejército imperial principal hacia las montañas. Los refuerzos se ponen en marcha, pero llegan a un campamento incendiado, donde descubren que el general Li y sus tropas han sido masacrados por los hunos.
Cuando los refuerzos abandonan solemnemente las montañas, los hunos les tienden una emboscada, pero Mulán utiliza hábilmente un cañón para provocar una avalancha que sepulta a la mayoría de los invasores. Un enfurecido Shan Yu la acuchilla en el pecho y, cuando la avalancha cede, se descubre su engaño al vendarle la herida.
En lugar de ejecutar a Mulán como exige la ley, Shang le perdona la vida, pero la expulsa del ejército. Mulán se queda sola mientras los reclutas parten hacia la ciudad imperial para informar de la destrucción de los hunos. Sin embargo, se descubre que seis guerreros hunos, entre ellos Shan Yu, han sobrevivido a la avalancha y Mulán los divisa mientras se dirigen a la ciudad con la intención de capturar al emperador.
En la ciudad imperial, Mulán es incapaz de convencer a Shang de la supervivencia de Shan Yu; los hunos capturan al emperador y se apoderan del palacio. Con la ayuda de Mulán, Yao, Ling y Chien-Po se hacen pasar por concubinas y consiguen entrar en el palacio. Con la ayuda de Shang, derrotan a los hombres de Shan Yu; mientras Shang impide que Shan Yu asesine al emperador, Mulán atrae al líder huno al tejado, donde se enfrenta a él en combate singular. Mientras tanto, siguiendo las instrucciones y la señal de Mulán, Mushu dispara un gran cohete a Shan Yu. El cohete impacta y lo propulsa contra una torre de lanzamiento de fuegos artificiales, donde muere en la explosión resultante.
Mulán recibe los elogios del Emperador y de los habitantes de la ciudad, que se inclinan ante ella en un acto de honor sin precedentes. Mulán acepta el escudo del Emperador y la espada de Shan Yu como regalos, pero rechaza cortésmente su oferta de ser su consejera y pide volver con su familia.
Mulán regresa a casa y entrega los regalos a su padre, que se alegra de que Mulán haya vuelto sana y salva. Enamorado de Mulán, Shang no tarda en llegar con el pretexto de devolverle el casco, pero acepta la invitación de la familia a quedarse a cenar. Mushu es restituido como guardián de la familia Fa por los antepasados en medio de una celebración de regreso. Cuando Mulán da las gracias a Mushu, le besa en la frente, seguida de su perro, Hermanito y una manada de gallinas que irrumpen en el templo, con un Gran Ancestro pronunciando el nombre de Mushu, poniendo fin a la película.

#### Mulán II
Un mes después de los acontecimientos de la película original, Mulán y Li Shang se preparan para casarse, pero se ven distraídos por un encargo del Emperador, que quiere que sus tres hijas sean escoltadas a su propia ceremonia matrimonial. Su relación romántica se vuelve algo tensa durante el viaje, ya que la pareja romántica tiene puntos de vista diferentes sobre diversos temas. Mientras tanto, Mushu se da cuenta de que si Mulán se casa con Shang, ya no lo necesitará como su espíritu guardián y decide engañar a los dos para que se separen. Cuando unos bandidos atacan, Mulán y Shang luchan contra ellos, pero Mulán queda desolada cuando Shang parece morir intentando salvarla. Para que las tres princesas no se vean obligadas a casarse contra su voluntad, Mulán ocupa su lugar casándose con el hijo mayor del gobernante de la tierra vecina. Shang sobrevive al accidente y llega a tiempo para impedir la boda, pero finalmente Mulán es salvada por Mushu, quien, haciéndose pasar por el poderoso Dragón Dorado de la Unidad, libera a las tres princesas de sus votos y se casa con el propio Mulán y Li Shang, lo que hace que Mulán le perdone por sus acciones. Después, Mulán informa a Li Shang de la existencia de Mushu y éste combina los templos de su familia y los de la suya, lo que permite a Mushu conservar su posición.

#### Ralph rompe Internet
Mulán, junto a otras princesas Disney, apareció en la película Ralph Breaks the Internet, como se anunció en la D23 Expo de 2017.

#### Película de acción real

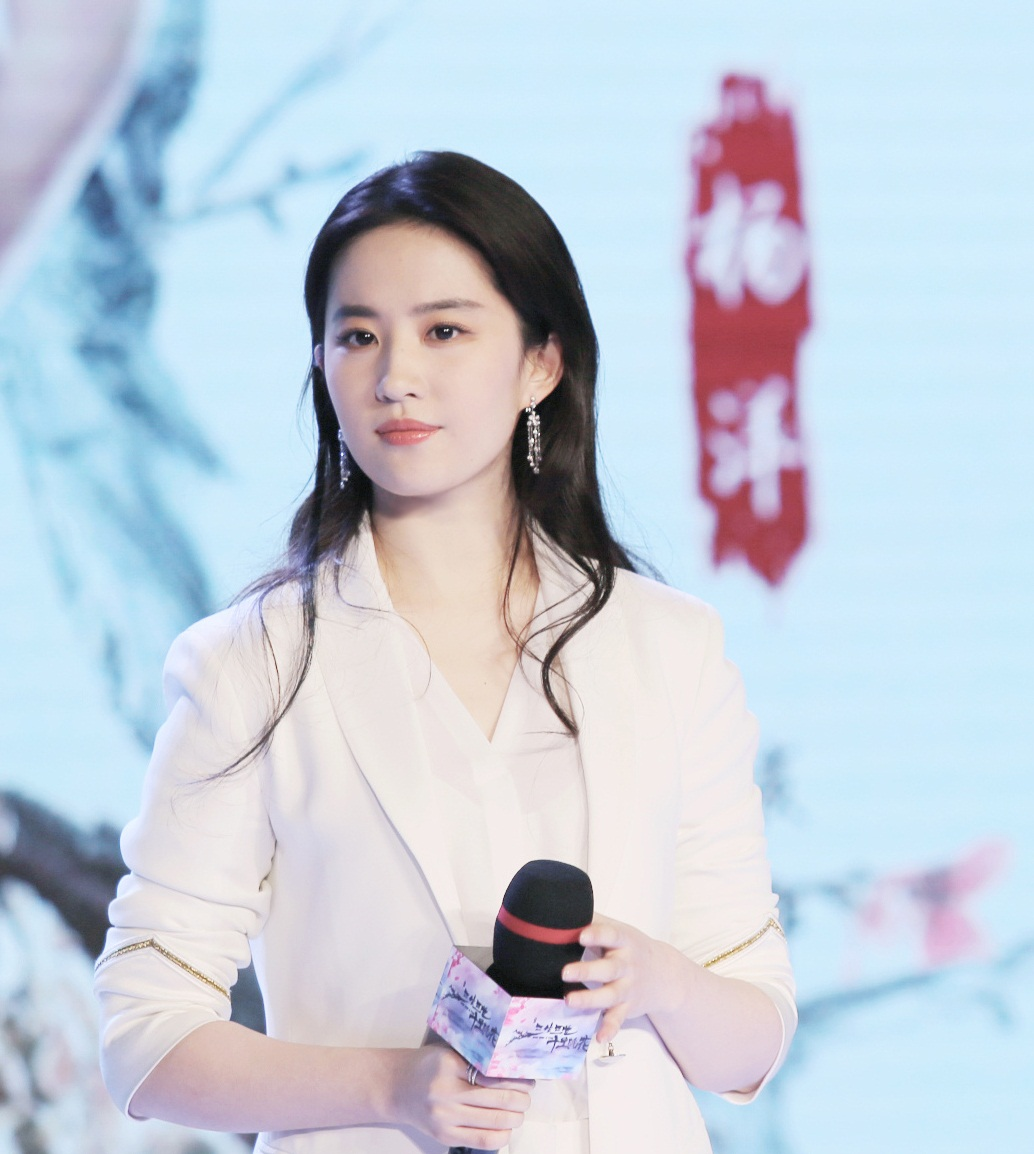
Liu Yifei

Liu Yifei interpreta a Mulán en una adaptación de acción real de la película de animación de 1998. El viaje del personaje a través de la película de acción real es en su mayor parte el mismo que el de la película de animación. Aunque tiene una hermana, que no aparecía en la película original y se replantea unirse a la Guardia del Emperador tras regresar a casa. Además, un fénix la protege en lugar de Mushu.

#### Érase una vez un estudio
Mulán aparece en el cortometraje Once Upon a Studio. Canta con Blancanieves y Asha cerca del final de "When You Wish Upon a Star" y se sienta junto al Príncipe en la foto de grupo.

### FranquiciaPrincesas Disney
Mulán es el octavo miembro oficial de la franquicia Princesas Disney, una franquicia mediática dirigida a las niñas. Para los niños, Mulán muestra los aspectos positivos de no rendirse nunca, de no limitarse a los roles de género y de la importancia de la familia y el honor. Estos aspectos de la película están más en consonancia con la perspectiva tradicional china de los valores culturales, como la importancia de la familia y el honor. En la página web oficial de Princesas Disney, la breve biografía del personaje dice: "Mulán es una chica cariñosa que siempre es valiente y audaz. Cuando su país más lo necesita, se disfraza de hombre y sale a luchar. Utiliza el coraje y la determinación para vencer". Aunque Mulán forma parte de la franquicia de princesas Disney, no es una princesa legítima en el sentido tradicional, ya que no nació como hija de un rey o una reina, ni se convierte en princesa consorte al casarse con un príncipe. Es la primera y, de momento, la única integrante de Asia oriental de la franquicia.

### Atracciones
Mulán aparece regularmente en encuentros, desfiles y espectáculos en los parques y complejos de Walt Disney, incluido el Pabellón Chino de Epcot. Mulán y Mushu, como una cometa, hacen cameos en las versiones de Disneylandia de Hong Kong y el Complejo Disneylandia de El Mundo es Pequeño. En la mayoría de los parques, suele aparecer junto a Li Shang y Mushu en Tierra de Aventuras. Como homenaje, hay un retrato de ella junto con las demás Princesas Disney en el Salón de las Princesas de Cuento del Reino Mágico.
En la línea de cruceros Disney y en Disneylandia de Hong Kong, Mulán y Li Shang aparecen en el espectáculo Los Mickeys Dorados. Mulán también suele aparecer en los barcos para conocer gente. También aparece en los espectáculos Princess Classics y Princess Wishes de Disney sobre hielo.

### Televisión
Mulán hace cameos en la serie de televisión House of Mouse y en la película de vídeo Mickey's Magical Christmas: Snowed in at the House of Mouse. Estaba previsto que apareciera en la segunda entrega de la serie de DVD Disney Princess Enchanted Tales, junto con Cenicienta. Iba a estrenarse en 2008, pero se canceló debido a las escasas ventas del primer DVD.
En agosto de 2014, Ming-Na Wen y Lea Salonga retomaron sus papeles de Mulán por primera vez desde Mulán II en la serie de Disney Channel Princesita Sofia. En el episodio "Princesas al rescate", Mulán recuerda a Sofía y a sus amigos Amber y Jun que son "más fuertes de lo que creen" con una canción. Mulán es la séptima princesa Disney que aparece en la serie.

### Videojuegos
Mulán aparece como personaje jugable en Disney's Story Studio: Mulan, un videojuego de acción lanzado en diciembre de 1999 por Disney Interactive Studios en exclusiva para la consola de videojuegos Sony PlayStation. Basado libremente en la trama de la película de animación original, el concepto y la premisa del videojuego giran en torno a "Los jugadores... asumen el papel de Mulán en su búsqueda para recuperar los pergaminos desaparecidos". Mulán también aparece como personaje jugable en Disney's Mulan, un videojuego similar lanzado el año anterior, el 10 de octubre de 1998, por THQ para Game Boy.
Disney Infinity 3.0 tiene a Mulán como uno de los personajes y figuras jugables.
Mulán es un personaje jugable desbloqueable por tiempo limitado en Disney Magic Kingdoms. También es una corredora desbloqueable en Disney Speedstorm.

#### Kingdom Hearts II
Mulán aparece en el videojuego de Square Enix y Disney Kingdom Hearts II en el mundo de Land of the Dragons, con Ming-Na Wen retomando su papel. Ayuda a Sora en la batalla, ocupando el lugar de Donald o Goofy. Utiliza un jian llamado "Espada del Ancestro" para el combate normal y sus ataques combinados incluyen el Cohete Rojo y otros ataques de fuego, gracias a Mushu. Utiliza su seudónimo (Ping) durante la mayor parte de la primera visita de Sora a su mundo, que sigue el argumento de la película, pero lo ha abandonado en su segunda visita, que sigue una nueva historia en la que entran en conflicto con Xigbar y los Sincorazón Jinete de Tormentas.

### Libros

#### Reflection: A Twisted Tale
En el cuarto libro de la serie Twisted Tales, la autora Elizabeth Lim se plantea la pregunta "¿Y si Mulán tuviera que viajar al Inframundo?" En el libro, Shang muere y Mulán viaja al inframundo chino para salvar el alma de Shang y devolverlo a la vida. El libro se basa en gran medida en la mitología china.

## Recepción y legado

### Respuesta crítica
La recepción de la personalidad y la caracterización de Mulán ha sido en general positiva. Time Out elogió a Mulán como "una joven luchadora y emprendedora que se eleva por encima del mundo dominado por los hombres en el que vive". Ken Fox, de TV Guide, escribió: "Inteligente y ferozmente independiente, Mulán... va en contra de las expectativas sociales de que una mujer sea siempre obediente y esté sujeta al deber de su marido". Bridget Byrne, de Boxoffice, escribió que "Mulán ... tiene un orgullo, un encanto, un espíritu y un atractivo estético que impiden que se vea eclipsada por la vigorosa y emocionante acción en la que participa". Todd McCarthy, de Variety, elogió al personaje por inspirar "una vuelta de tuerca a los viejos clásicos de Disney... en los que heroínas pasivas eran rescatadas por príncipes anodinos y nobles". McCarthy continuó: "Aquí, es la chica la que hace el rescate, salvando no sólo al príncipe sino al propio emperador del olvido y esto en una cultura lejana en la que se esperaba que las mujeres obedecieran reglas estrictamente prescritas". Del mismo modo, Margaret A. McGurk, de The Cincinnati Enquirer, alabó a Mulán por "resolver el dilema de su soldado G.I. Jane demostrando que la inteligencia puede más que la fuerza física". "Ian Freer, de Empire, dijo que el personaje era "una de las heroínas más fuertes de los dibujos animados de Walt" y añadió que "la atractiva mezcla de vulnerabilidad y heroicidad de Mulán hace que sea increíblemente fácil arraigarse a ella". Hollis Chacona, de The Austin Chronicle, dijo que Mulán era una "protagonista ganadora". Asimismo, Kenneth Turan, de Los Angeles Times, escribió: "Como rebelde vivaz que tiene que ser fiel a sí misma pase lo que pase, Mulán es una heroína excelente, perfecta para el grupo demográfico femenino joven que el estudio está más ansioso por atraer", calificándola además de "modelo más simpático e ingenioso que Pocahontas".
Aunque en general ha sido bien acogida, la caracterización de Mulán ha suscitado algunas críticas y especulaciones leves, inspirando una serie de críticas entre positivas y mixtas por parte de algunos críticos de cine. Owen Gleiberman, de Entertainment Weekly, escribió: "Mucho más que La Bella y la Bestia o la virtuosa Pocahontas, Mulán muestra a una chica que usa su ingenio... un testamento del poder de la mente sobre la fuerza". Sin embargo, continúa Gleiberman, "Mulán se queda finalmente a un paso de lo mejor de Disney... porque el empoderamiento de la heroína sigue siendo... una búsqueda emocionalmente aislada". Del mismo modo, Moira Macdonald, de The Seattle Times, elogió a Mulán como "un personaje fuerte y atractivo que, a diferencia de muchos de sus homólogos de Disney, no necesita que nadie la rescate del peligro", al tiempo que cuestionaba su personalidad, preguntándose: "¿Era realmente necesario dotar a Mulán de problemas de autoestima? Como parece tan segura de sí misma e inteligente, su triste afirmación de que quiere "ver algo que merezca la pena" en el espejo resulta un poco chocante".
Los críticos no fueron unánimes en sus elogios. Jeffrey Gantz, de The Phoenix Nest, opinó que el personaje era poco original, inexacto y occidentalizado y escribió: "sus trajes (sobre todo el kimono y el obi que Mulán lleva a la Cerillera) y peinados parecen japoneses... Dale a Mulán rasgos de nativa americana y tendrás a Pocahontas". Del mismo modo, James Berardinelli, de ReelViews, opinó que la representación del personaje era demasiado "familiar" y reseñó: "Aunque su aspecto es diferente al de Ariel, Bella, Jasmín y Pocahontas, Mulán es en gran medida el mismo tipo de individuo: una mujer con una vena fuerte e independiente que no está dispuesta a plegarse a las costumbres de su cultura, que decretan que el papel de la mujer es ser ornamental. La película no es muy sutil a la hora de reforzar la idea de la igualdad entre los sexos". Además, algunos críticos, como Alex von Tunzelmann de The Guardian, han criticado a Mulán por su violencia, escribiendo: "Disney se esfuerza por hacer de Mulán tanto una asesina como una heroína .... Con cautela, la película intenta encontrar un término medio, dando a entender que Mulán aniquila a la mayor parte del ejército huno provocando una avalancha y haciendo que despache a Shan Yu con una carga de fuegos artificiales. Muy bonito. Pero sigue siendo técnicamente matar". Sin embargo, von Tunzelmann llegó a una conclusión más positiva: "En lo que respecta a las heroínas de Disney, Mulán supone una clara mejora con respecto a la princesa de pacotilla estándar".
La interpretación de Liu como Mulán en la película de 2020 fue bien recibida por la crítica. Richard Roeper, del Chicago Sun-Times, describió la interpretación de Liu como "estelar" y como "una heroína guerrera que rompe fronteras y desafía estereotipos para su época y para la nuestra". Kate Erbland, de IndieWire, consideró a Liu "atractiva" en el papel de Mulán y añadió que "cumple con creces, encarnando con facilidad tanto a la reticente y tímida Mulán como a su altisonante evolución hasta convertirse en una malvada sin paliativos". Mick LaSalle, del San Francisco Chronicle, escribió: "Liu está tan fuerte en el papel de Mulán que sólo después te das cuenta de que no estás viendo a Mulán en persona, sino a alguien que hace una interpretación excepcional de un papel difícil. Además del reto de representar el viaje de Mulán desde la inseguridad hasta el logro glorioso, estaban los rigores físicos, que Liu tuvo que cumplir con gracia balletística". En su crítica para el London Evening Standard, Charlotte O'Sullivan afirma que Liu interpreta a "una Mulán cuyas habilidades de lucha, y vida emocional, deslumbran". Liu aparenta a menudo 13 años, pero en realidad tiene 33. Tiene el tipo de rostro del que nunca te aburres. Tiene el tipo de rostro del que nunca te aburres. Tiene algo de Meryl Streep y todos sus movimientos son mágicos". Aunque Christy Lemire, de RogerEbert.com, escribió que “la interpretación de Liu podría haber sido más poderosa si hubiera sido un poco más emotiva”, en general la describió como “encantadora” y que “la dureza y el físico que despliega la convierten en una luchadora convincente”.

#### Relación con Shang
A diferencia de las críticas generalmente positivas que ha recibido Mulán, la recepción crítica de la relación romántica entre el personaje y Li Shang ha sido en gran medida negativa, suscitando muchas especulaciones por parte de los críticos, que acusaron a Mulán de tener "un típico final de 'chica enganchada con chico'". Roger Ebert, del Chicago Sun-Times, observó: "El mensaje aquí es el empoderamiento feminista estándar: Desafía a la casamentera, vístete de chico y elige tu propia carrera. Pero Mulán lo tiene todo, ya que inevitablemente el corazón de Mulán se encoge por Shang, el joven y apuesto capitán al que debe servir. La película rompe con la tradición de que el héroe masculino rescate a la heroína, pero se mantiene fiel a la idea occidental del amor romántico". Janet Maslin, del New York Times, opinó negativamente: “A pesar de la valentía y la independencia de Mulán al rebelarse contra los casamenteros, éste sigue siendo un cuento de hadas como para necesitar al hombre adecuado”.
Citando la relación de Mulán con Shang como ejemplo de sexismo, un crítico de cine escribió para Teen Ink:

Mulán ha sido aclamada como una película feminista de Disney porque presenta a una joven que lleva a China a la victoria utilizando su ingenio, orgullo y un fuerte sentido del honor familiar, todo ello mientras se hace pasar por un hombre llamado Ping. Aunque Mulán (como Ping) se gana el respeto del comandante del ejército y de sus camaradas, una vez que descubren que es una mujer, su comandante del ejército y potencial pareja sentimental, Shang, le pierde el respeto e incluso la odia. "Ping" había estado haciendo un trabajo incluso mejor que Shang, pero cuando éste descubre que Ping es una mujer, su estúpido ego masculino se rompe por el impacto. Mulan es condenada a muerte, y Shang, el macho de la película, decide en última instancia su destino. La única razón por la que sobrevive es porque Shang decide que prefiere enviarla a casa. Vaya. Para colmo de males, al final de la película, Shang arregla su ego destrozado reclamando a Mulan como pretendiente. Incluso cuando Mulan es alabada y vitoreada en la Ciudad Prohibida después de haber salvado casi ella sola a China (esta vez, como mujer), al final de la película se recuerda al público que Mulan es en realidad una mujer más en busca de un hombre. La verdadera victoria de Mulán no es salvar a su país de una invasión. No, es casarse con Shang.
 
 — Teen Ink

Betsy Wallace, de Common Sense Media, observó que Mulán "no encaja en el molde de princesa y la mayoría de los cinéfilos nunca habían oído hablar de ella". En conclusión, Wallace escribió: "es una pena que al final siga necesitando que la casen con un “príncipe azul” que salve el día". En su contribución al libro Beyond Adaptation: Essays on Radical Transformations of Original Works, Lan Dong escribió: "Aunque Mulán alcanza el éxito después de retomar su yo femenino... éste se ve comprometido por el posible compromiso de Mulán y Li Shang al final de la película".

### Importancia cultural y premios
Mulán es reconocida culturalmente por su papel único en Mulán específicamente en lo que respecta al heroísmo del personaje, su origen étnico y su desinterés por el romance, sirviendo como una desviación de las heroínas y princesas tradicionales de Disney porque "desafió los estereotipos de género y ofreció una experiencia Disney animada que no está centrada en las princesas" como "uno de los pocos personajes femeninos fuertes y autopropulsados que tiene Disney. " Kenneth Turan, de Los Angeles Times, observó el modo en que el papel de Mulán en la película como "una heroína independiente, no completamente loca por los chicos, es algo nuevo para Disney". Según Sara Veal, de The Jakarta Post, Mulán "promueve la confianza en sí misma, la determinación y no está interesada en el matrimonio o el romance... la película termina con ella salvando a su país, en lugar de una resolución romántica". La caracterización de Mulán como primera princesa asiática de Disney, que sucedió a las princesas no blancas Jasmín y Pocahontas, contribuyó a la diversificación de la franquicia de princesas Disney, introduciendo "princesas Disney... representadas como mujeres de color". Peter Travers, de Rolling Stone, comentó: "Mulán... es una luchadora prefeminista" y añadió: "No se desmaya por el capitán Shang, el fornido oficial... lo que deja a Shang... frustrado...". Que conste en acta que Mulán no se acuesta con nadie". Jesse Hassenger, de PopMatters, escribió que, a diferencia de otras películas de Disney, “Mulán tiene la ventaja de ser una heroína inteligente y fuerte, no sólo una princesa superguapa”. Ryan Mazie, de Box Office Prophets, opinó que Mulán "podría ser la película de princesas Disney más importante y con más visión de futuro realizada hasta ese momento, en la que el personaje femenino toma únicamente las riendas de su propio destino sin la ayuda de un poderoso príncipe".
En 2012, Stephanie Goldberg, de CNN, reconoció a Mulán como una de las heroínas animadas más valientes y heroicas de Disney hasta la fecha en su artículo "Brave's Merida and other animated heroines", escribiendo: "Mulán doblegó los roles tradicionales de género cuando ocupó el lugar de su padre en el ejército chino". Asimismo, en 2013, Mulán fue clasificada como la mayor heroína animada de Disney según una encuesta realizada por Jim Vejvoda de IGN.
En 1999, el tema de Mulán "Reflejo", interpretado por Mulán, fue nominado al Globo de Oro a la mejor canción original en la 56.ª edición de los Globos de Oro, pero finalmente perdió frente a "The Prayer", de Celine Dion y Andrea Bocelli, de La espada mágica (1998). A menudo se atribuye a "Reflejo" el éxito de la carrera musical de la cantante estadounidense Christina Aguilera, que grabó una versión pop de la balada antes del lanzamiento en 1999 de su álbum de debut, autotitulado y con ventas de platino, en el que aparece la canción. Además, la canción alcanzó el número diecinueve en la lista Billboard Adult Contemporary. En 2011, Salonga fue honrada con un premio Disney Legends en conmemoración de su papel como la voz cantante de Mulán. Además, Salonga interpretó una versión en directo de "Reflejo" en la ceremonia. Ming-Na Wen también fue nombrada Leyenda Disney en 2019 por su papel como la voz hablante de Mulán.

### Polémica por el rediseño
Los rediseños de princesas Disney de 2013 presentaban a Mulán con rasgos que difieren de su aspecto en la película. Las ilustraciones mostraban a Mulán con ojos azules, labios más grandes, piel notablemente más clara y ropa dorada que no se parece a ninguno de los trajes que ha llevado en la película. Su nuevo aspecto ha provocado un gran revuelo debido a que se ha blanqueado su personaje. Mulán es una de las pocas princesas de color. Shavon L. McKinstry, de SPARK Movement, escribe que el rediseño de Mulán "parece ir directamente en contra de su personalidad y carácter en su película" y también señala cómo todas las princesas de color han sido "notablemente relegadas a un segundo plano o excluidas por completo" de los nuevos productos de Disney que incluían los rediseños.
McKinstry argumenta que Disney "prefiere retratar a un grupo demográfico de princesas, alienando al mismo tiempo a gran parte de su base de fans", señalando que de las "diez princesas Disney de la marca, seis son blancas".Jasmín La importancia de Mulán y otras princesas no blancas puede verse en el estudio de 2009 sobre los efectos de los dibujos animados infantiles en la imagen corporal de las niñas realizado por las doctoras Sharon Hayes y Stacey Tantleff-Dunn. El estudio reveló que en el grupo de niñas de 3 a 6 años, el 30,6% del grupo cambiaría su aspecto físico si pudiera. De estas encuestadas, más de la mitad cambiaría su pelo y más de una cuarta parte cambiaría algo de su cuerpo, como el color de la piel. De todas las niñas encuestadas, el 8% dijo que tendría que cambiar su color de pelo o de piel para convertirse en princesa, afirmando cosas como que "cambiaría de piel morena a piel blanca", por ejemplo. El grupo entrevistado era predominantemente blanco.
Desde entonces, Disney   ha modificado la coloración del diseño de Mulán cambiando el color azul de los ojos por el marrón, oscureciendo el color de su piel y cambiando su ropa para que se parezca más a su atuendo en la películas.